# Carroll Street
Carroll Street è una fermata della metropolitana di New York situata sulla linea IND Culver. Nel 2019 è stata utilizzata da 3 615 019 passeggeri. È servita dalle linee F e G, attive 24 ore su 24.

## Storia
La stazione fu aperta il 7 ottobre 1933.

## Strutture e impianti
La stazione è sotterranea, ha due banchine laterali e quattro binari, i due esterni per i treni locali e i due interni per quelli espressi. È posta al di sotto di Smith Street e il mezzanino possiede cinque ingressi, tre all'incrocio con President Street, uno all'incrocio con Second Street e uno all'incrocio con Second Place.

## Interscambi
La stazione è servita da alcune autolinee gestite da NYCT Bus.
- Fermata autobus